# مغامرة البقعة الثانية
مغامرة البقعة الثانية (بالإنجليزية: The Adventure of the Second Stain)‏ واحدة من 56 قصة قصيرة لشرلوك هولمز من تأليف آرثر كونان دويل. وواحدة من 13 قصة في سلسلة عودة شيرلوك هولمز. نشرت القصة في عام 1904.

## الترجمة العربية
مغامرة البقعة الثانية، مؤسسة هنداوي، ترجمة إسلام سميح الردان ومراجعة شيماء طه الريدي.